# Bourbon-palota
A Bourbon-palota (franciául Palais Bourbon) francia kormányzati épület Párizs 7. kerületében, a Szajna folyó balpartján, a Concorde térrel (Place de la Concorde) szemközt. A palotában ülésezik a francia Nemzetgyűlés, a francia törvényhozás alsóháza.
A palotát 1722-ben a Bourbon hercegnő Louise-Françoise de Bourbon, XIV. Lajos király örökbefogadott lánya építtette, kertekkel körülvett "vidéki háznak". A francia forradalom idején államosították, és 1795 és 1799 között, a direktórium idején itt ülésezett az ötszázak tanácsa, amely a kormány tagjait választotta. 1806-tól építették hozzá Bonaparte Napóleon utasítására a Szajnára és a Concorde térre néző klasszikus oszlopcsarnokot, amelynek mintája a Madeleine-templom volt. Az épületkomplexumhoz ma hozzátartozik a palota nyugati oldalán álló Hôtel de Lassay is, a Nemzetgyűlés elnökének hivatalos rezidenciája.

## Története

### Arisztokrata „vidéki ház” (1726–1789)

A palota földszintjének vázlata (1752)

A palotát a Bourbon hercegnő (Louise Françoise de Bourbon, (1673–1743), Nantes kisasszonya (Mademoiselle de Nantes), aki feleségül ment Bourbon-Condé III. Lajoshoz, Bourbon hercegéhez, Condé 6. hercegéhez)  Madame de Montespan ( a napkirály szeretője) és XIV. Lajos francia király törvényesített lánya számára építették, aki egy vérbeli királyi herceg felesége lett. Az építkezés 1722-ben kezdődött és 1726-ban fejeződött be. A helyszín akkortájt vidéki jellegű volt, Párizs szélén: a Faubourg Saint-Germain később vált nagyon divatos lakóövezetté. Az akkortájt Pré-au-Clercs néven ismert erdős környék párbajok kedvelt helyszíne volt. Miután 1715-ben XIV. Lajos meghalt, a Régnes példáját követve a francia arisztokraták egymás után költöztek vissza Versailles-ból Párizsba. Hagyományos lakónegyedükben, Marais-ban már kevés volt az alkalmas telek, ezért a város szélén kezdtek el olyan helyeket keresni, ahol a ház mellett kertnek is volt hely. A jobb parton a Champs-Élysées környéke felelt meg ennek a feltételnek, illetve a Szajna bal partja.
A Bourbon hercegnő könnyűvérűségéről volt ismert a versailles-i udvarban, de az 1720-as évekre már hét gyermeke volt és özvegy volt. A hercegnőnek szeretője, Armand-Madaillan de Lesparre, Lassay grófja ajánlotta az építési telket. Ő maga a szomszédban vásárolt földet a Szajna mentén. A hercegnő és a gróf háza ugyanabban az időben épült fel. A hercegnő palotájának telke nagy volt: a Szajnától a rue de l'Université-ig terjedt. 

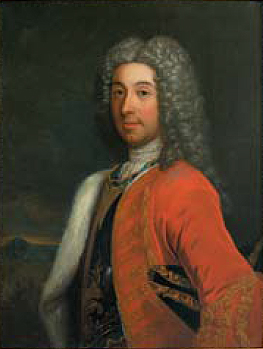
Lassay márki

Az eredeti terv az volt, hogy kertekkel övezett vidéki rezidencia épül, a versailles-i Nagy-Trianon kastély mintájára, amelyet Jules Hardouin-Mansart, XIV. Lajos főépítésze tervezett. Az első tervet Lorenzo Giardini olasz építész készítette el, ő azonban 1722-ben meghalt. Ekkor még csak az első vázlatok voltak készen. A feladatot a Lassurance néven is ismert Pierre Cailleteau vette át, aki korábban Hardouin-Mansart segédje volt. Ő már a versailles-i palotán és az Invalidusok házán is dolgozott és jól ismerte a királyi stílust. Azonban 1724-ben ő is meghalt. Utódja ebben a munkában az idősebb Jean Aubert volt, ugyancsak Hardouin-Mansart egykori segédje. Ő építette a chantilly-i hercegi rezidencia istállóit, ami a korszak egyik legnagyobb építési projektje volt. Időközben megkezdődött a szomszédos Hôtel de Lassay építése egy másik neves építész, Jacques Gabriel tervei alapján (aki a Concorde tér körüli épületeket is tervezte). A két szomszédos kastély 1728-ra épült fel.
Mindkét palota olasz stílusban épült. A tetejüket baluszterek rejtették és nem volt látható az utca felől. A Bourbon-palota U alakú volt. A főépület párhuzamosan futott a Szajnával és a két szárny udvart zárt közre. A bejárat az udvarra és az épületbe a rue de l’Université oldalán volt. Az udvarba vezető bejáratnál díszes árkádsor futott, mindkét oldalán egy pavilonnal. A Lassay-ház méretében szerényebb volt és téglalap alakú. A két épület homlokzata azonos volt és a Szajnára nézett. A homlokzaton oszlopok és ablakok váltakoztak, és díszítései az évszakokat, az elemeket és - a Napkirály lányához illően - Apollónt idézték. Az épületek közti, illetve az épületek és a Szajna közti helyek kertek voltak. 
Belül a nagy fogadószobákon felül sok kis szalon volt, amelyeket különböző célokra használhattak. Az épületben volt egy újdonság is: folyosók. Így nem kellett áthaladni a szobákon ahhoz, hogy valaki eljusson az épület egyik részéből a másikba. A hercegnő eredeti lakosztályai nem maradtak fenn, eltűntek az átépítések során. 

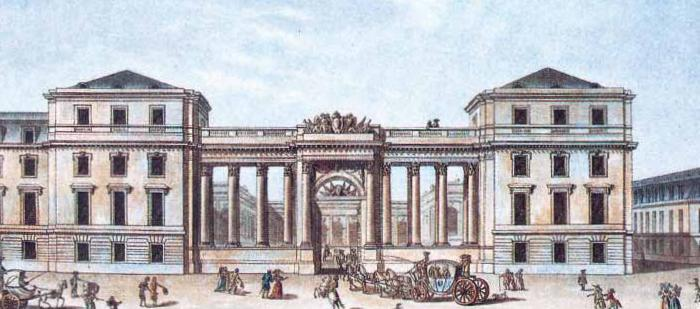
A Condé hercege által építtetett neoklasszicista portál

Bourbon hercegnő 1743-ban meghalt, Lassay pedig 1750-ben. A Bourbon-palotát XV. Lajos, vásárolta meg, valószínűleg az új Királyi tér (a mai Concorde tér) kialakításáról szóló terv részeként.   vásárolta meg. De 1756-ban eladta a palotát a hercegnő unokájának, Condé hercegének, aki az épp befejezett hétéves háború hőse volt. A herceg úgy döntött, hogy átépítteti, és a vidéki házból monumentális palotát alakít ki az új klasszicista stílusban. Ezt célozva, 1728-ban megvette a szomszédos Hôtel de Lassay-t is, mivel egybe akarta építtetni a két épületet. A tervet Marie-Joseph Peyre készítette, aki az ókori római és görög építészet tanulmányozásával alakította ki stílusát. Ő tervezte az Odéon színházat is. A tervezésben több más építész is részt vett, mint Jacques-Germain Soufflot, Bellisard és Charpentier.

### Forradalom, birodalom (1789-1814)
Az első francia nemzetgyűlés nem a Bourbon-palotában ült össze, hanem a versailles-i palota labdatermében, királyi felhatalmazás nélkül, 1789 június 20-án. Ez volt a francia forradalom kezdő aktusa. A nemzetgyűlés 1793 májusában a párizsi Tuileriák palotája üres színháztermébe költözött át. Az arisztokraták elmenekültek a városból. A Bourbon-palotát és az Hôtel de Lassayt államosították, ahogy a Luxembourgi-palotát, az Élysée-palotát és az Hôtel Matignont is.  Az épületek kormányzati funkciókat kaptak. A palota istállói a katonai szállítások adminisztrációjának a központja lett. A Palais Bourbon 1794-ben a Közmunkák Központi Iskolája lett. Még később, Napólen alatt ebből lett az École Polytechnique, a híres katonai mérnöki iskola.
1793-ban és 1794-ben a forradalom elérte kegyetlensége csúcspontját Robespierre és Saint-Just Konventje alatt. A terror két nagymesterét 1794 július 28-án magukat is kivégezték és újfajta kormányzat került hatalomra, a direktórium. 1795 szeptember 23-án új alkotmányt fogadtak el, amely kétkamarás parlamentet állíott fel. Az egyik kamara az ötszázak tanácsa ((Conseil des Cinq-Cents)) volt (a későbbi nemzetgyűlés), a felsőház pedig az öregek tanácsa (Conseil des Anciens). Az ötszázak tanácsa a Bourbon-palotát kapta meg jövőbeli üléshelyül. Az új kormányzat megbízta Jacques-Pierre Gisors and Emmanuel-Cherubin Leconte építészeket, hogy alakítsák a palota lakosztályait megfelelő ülésteremmé. A terem, amelyet terveztek, félkör alakú volt és hasonló egy római színházhoz. Kupola fedte, a Sebészeti Akadémia amfiteátrumának mintájára, amelyet nem messze, a Saint-Germain-des-Pres negyedben építettek 1769 és 1774 között. A törvényhozók 1798 január 21-én tartották első ülésüket az új helyen. Csakhogy hamar rá kellett jönniük, hogy az új ülésterem akusztikája csapnivaló.

## Képgaléria

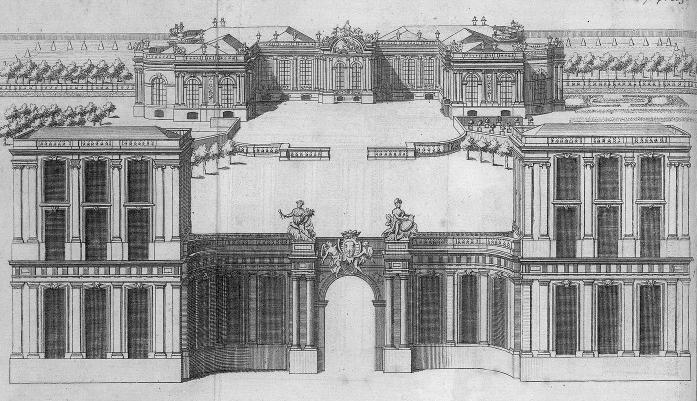
Rajz a palotáról (1730)
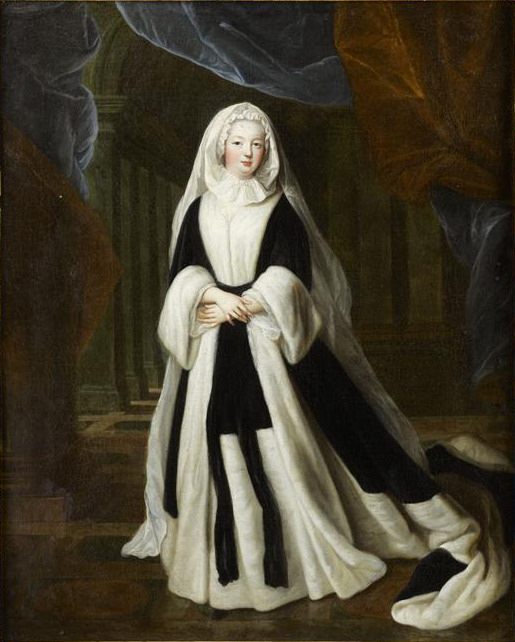
Louise Francoise de Bourbon, a palota építtetője, özvegyként (1737)
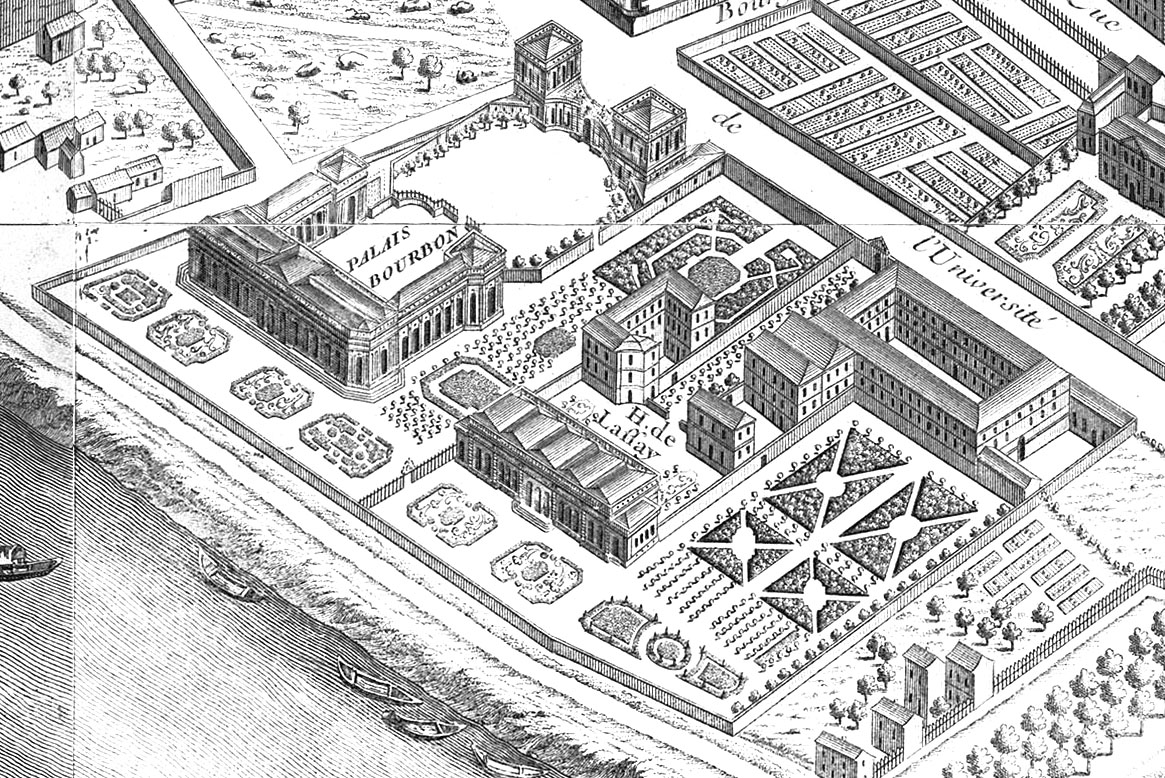
A Bourbon-palota (fönt balra) és az Hôtel de Lassay (lent jobbra), Turgot Párizs-térképén (1739)
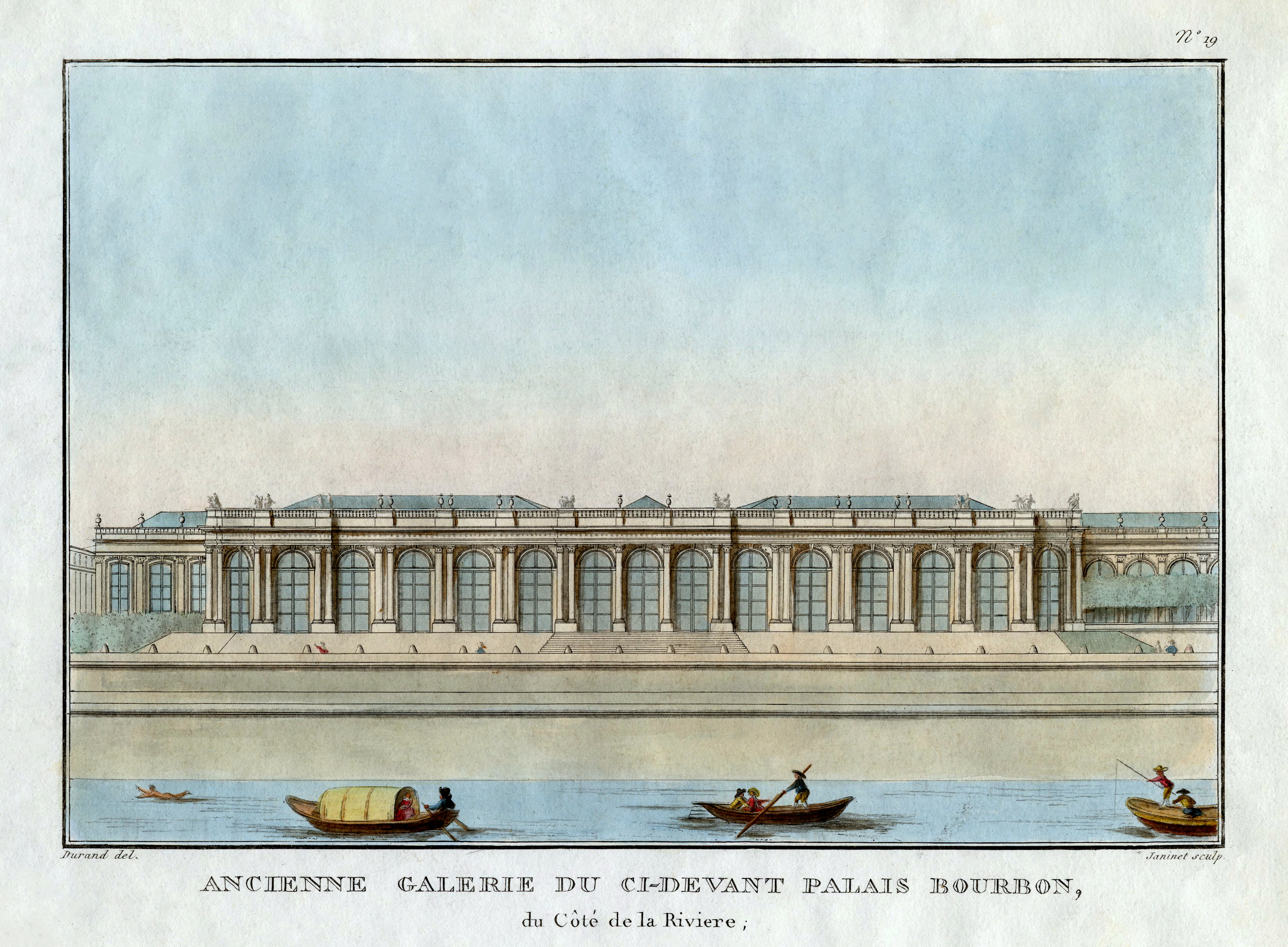
A Bourbon-palota Szajna felőli homlokzata a 19. század elején
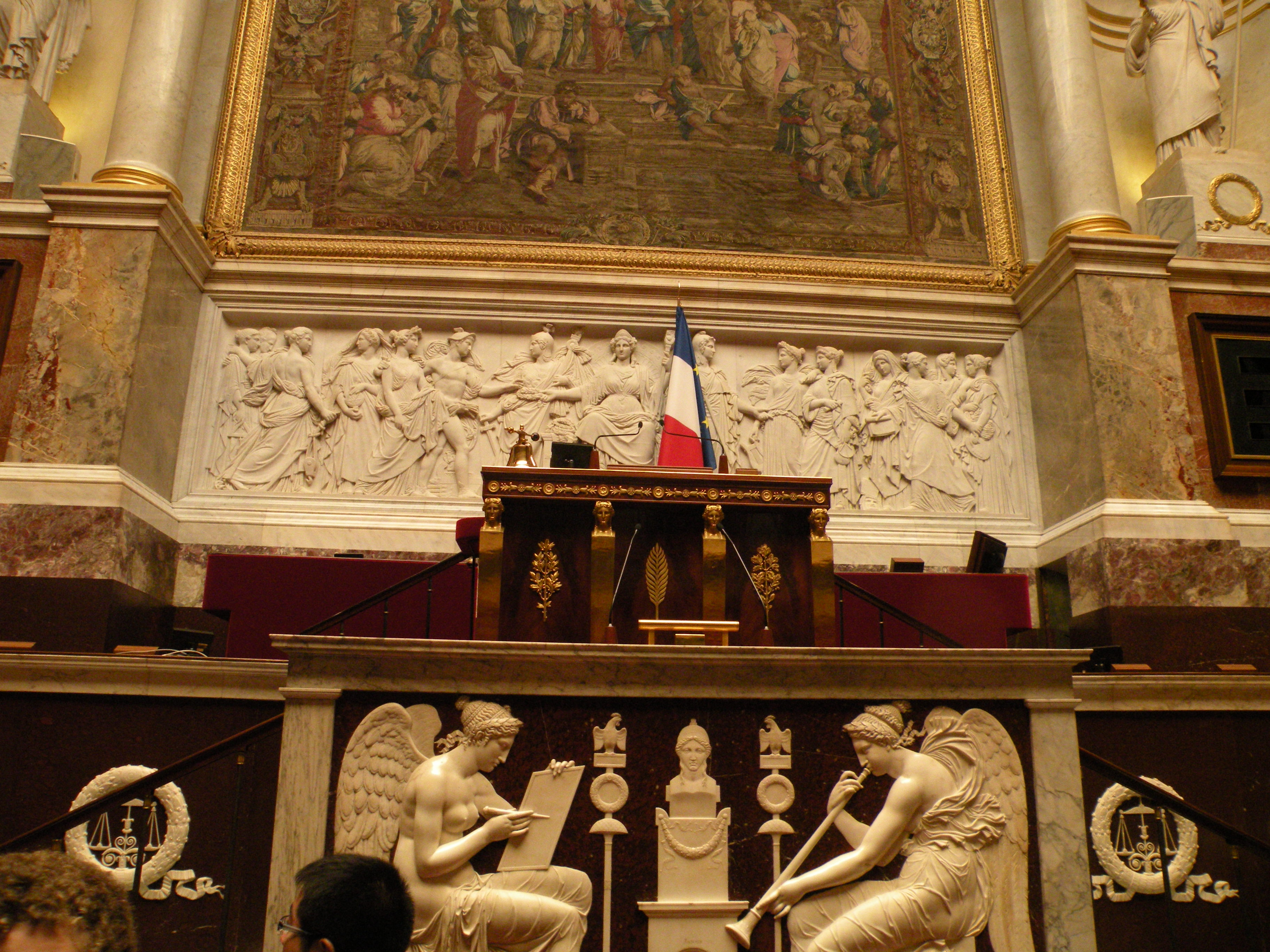
A Nemzetgyűlés elnökének asztala (Jacques Louis David tervezése) és a kamara pódiuma François-Frédéric Lemot (1797–98) Történelem és Hírnév című domborművével
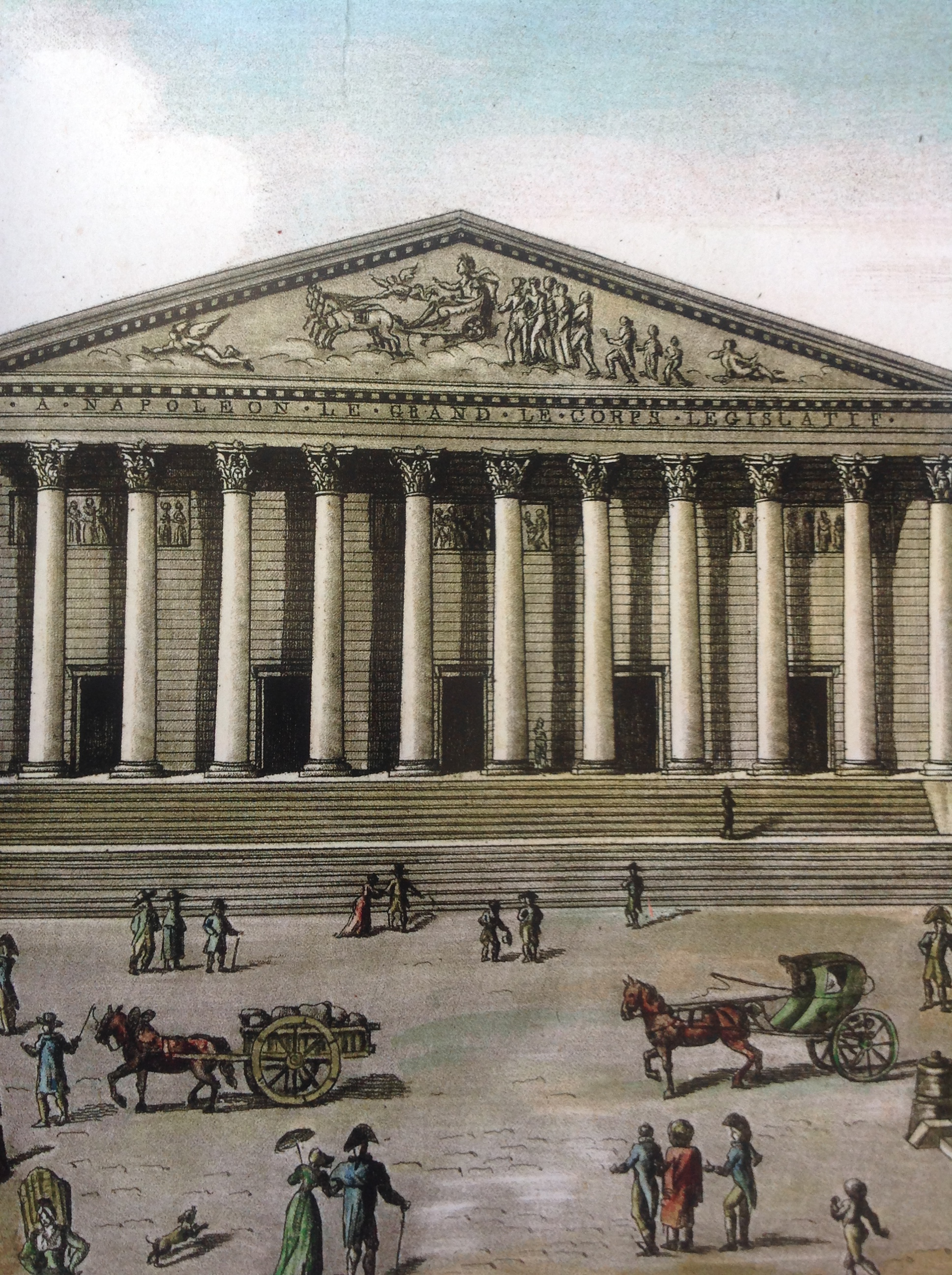
A Poyet tervezte első homlokzatterv (1806)
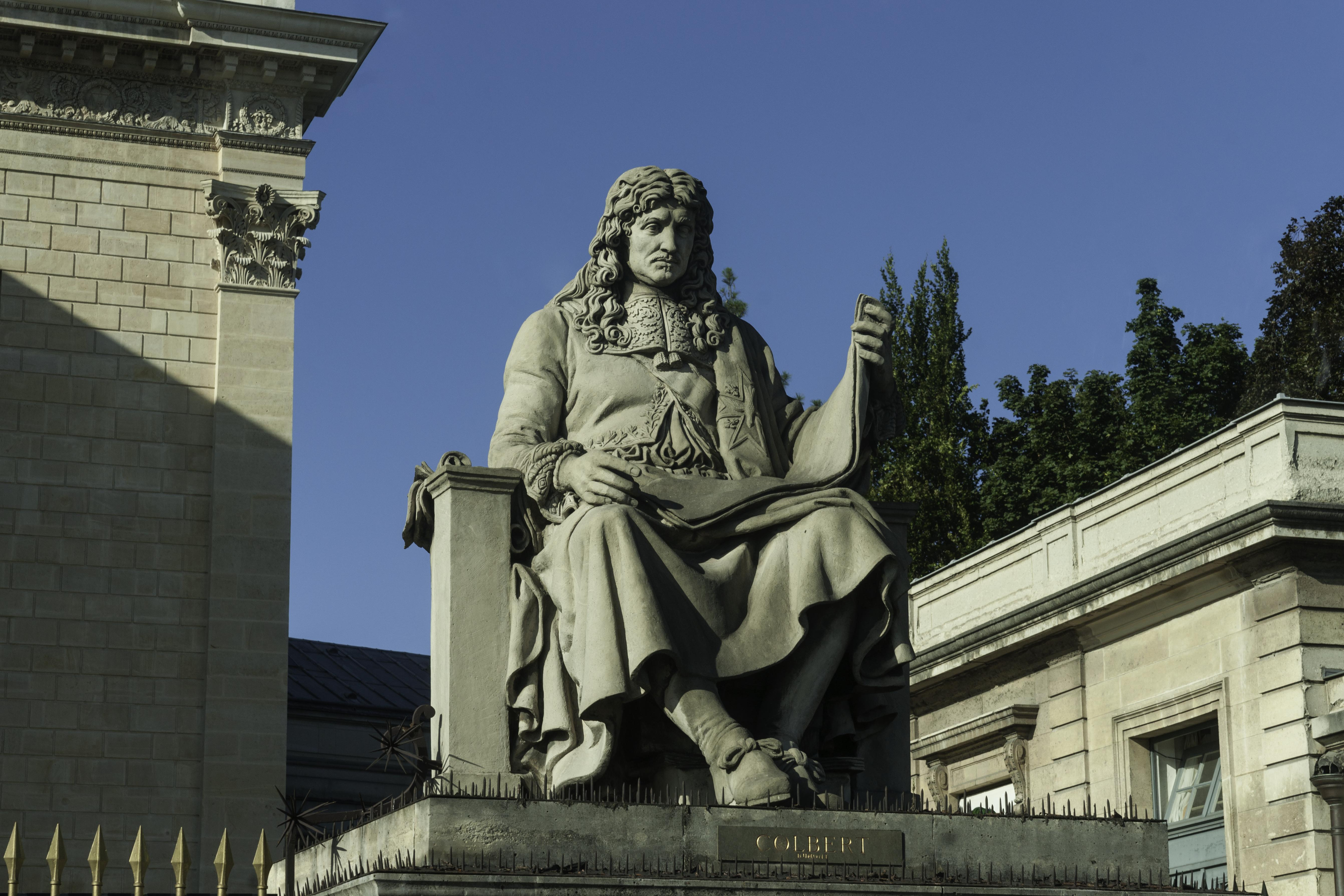
Jean-Baptiste Colbert 1810-ben emelt szobra

## Külső hivatkozások
- Palais Bourbon - a palace for democracy, Secretariat-General of the National Assembly - Communication and multimedia information department
- History of the Palais Bourbon
- Connaissance de l'Assemblée: histoire et génie des lieux (in French)

## Fordítás
- Ez a szócikk részben vagy egészben  a   Palais Bourbon című angol Wikipédia-szócikk ezen változatának fordításán alapul.  Az eredeti cikk szerkesztőit annak laptörténete sorolja fel. Ez a jelzés csupán a megfogalmazás eredetét és a szerzői jogokat jelzi, nem szolgál a cikkben szereplő információk forrásmegjelöléseként.